# Maryline Salvetat
Maryline Vassal Salvetat, född den 11 augusti 1974 i Castres, är en  fransk tidigare tävlingscyklist som var specialist på cykelcross, i vilket hon blev världsmästare 2007 och tog fem franska mästartitlar – ett silver vid VM, tre vid EM och fem vid franska mästerskapen är också nämnvärda. Hon körde också på landsväg där hennes främsta meriter är segern i Trophée des Grimpeurs 2006 och en fransk mästartitel i individuellt tempolopp 2007.

## Meriter – cykelcross

### Elit
Europamästerskapen infördes 2003 och avhölls sedan i november, medan världsmästerskap (införda 2001) och nationsmästerskap avgjordes i januari–februari. UCI World Cup var en världscup som utgjordes av olika deltävlingar under cykelcrossens vintersäsong. Den infördes 2002, men var från 2004/2005 till 2007/2008 endast en nationstävling – loppen gav dock individuella världsrankingpoäng. Världsrankingen infördes 2003 och tabellen anger Salvetats placering vid säsongsslutet i februari/mars.
| SäsongTävling        | 1999 2000 | 2000 2001 | 2001 2002 | 2002 2003 | 2003 2004 | 2004 2005 | 2005 2006 | 2006 2007 | 2007 2008 | 2008 2009 |
| -------------------- | --------- | --------- | --------- | --------- | --------- | --------- | --------- | --------- | --------- | --------- |
| Världsmästerskapen   | X         | 19        | 19        | 7         |           | 5         | 6         |           | 5         | 10        |
| Europamästerskapen   | X         | X         | X         | X         |           |           | 4         | 7         |           |           |
| Franska mästerskapen | 5         |           |           |           |           |           |           |           |           |           |
| UCI World Cup        | X         | X         | X         | 14        |           | X         | X         | X         | X         | 4         |
| UCI:s världsranking  | X         | X         | X         | X         | 2         | 3         | 4         | 6         | 2         | 4         |

X = Ej avhållen

### Masters
| 2017/2018 Världsmästare för åldersklassen 45–49 2018/2019 2:a i åldersklassen 45–49 vid Världsmästerskapen | 2022/2023 2:a i åldersklassen 45–49 vid Europamästerskapen 2024/2025 Europamästare för åldersklassen 50–54 |

## Meriter – landsväg
| 1994 3:a i Chrono des nations (ITT) 1996 2:a i Chrono des nations (ITT) 1997 2:a i Chrono des nations (ITT) 1999 7:a i Individuellt tempolopp vid Franska mästerskapen 2000 4:a i Chrono des nations (ITT) 2001 10:a totalt i Vuelta a Castilla y León 10:a i Individuellt tempolopp vid Franska mästerskapen 2002 8:a i Individuellt tempolopp vid Franska mästerskapen 2003 2:a i linjelopp vid Franska mästerskapen 6:a i Individuellt tempolopp vid Franska mästerskapen | 2004 4:a i Individuellt tempolopp vid Franska mästerskapen 7:a i linjelopp vid Franska mästerskapen 2005 4:a i Individuellt tempolopp vid Franska mästerskapen 5:a i linjelopp vid Franska mästerskapen 2006 Vinnare av Trophée des Grimpeurs 2:a totalt i Grande Boucle Féminine Internationale 3:a i Individuellt tempolopp vid Franska mästerskapen 10:a totalt i Tour de l'Aude 2007 Fransk mästare i Individuellt tempolopp 3:a totalt i Route de France Féminine 5:a i linjelopp vid Franska mästerskapen 9:a totalt i Tour de l'Aude 2008 2:a i Individuellt tempolopp vid Franska mästerskapen 5:a i linjelopp vid Franska mästerskapen |